# Овід (бронемашина)
«Овід» — дослідна колісна бронемашина, розроблена в 2015 році колективом співробітників інженерного центру Житомирського бронетанкового заводу на шасі радянської армійської вантажівки ГАЗ-66. Побудована в одному екземплярі.

## Історія
22 вересня 2015 року на XII-й міжнародній збройовій виставці «Зброя та безпека — 2015», що відбулася в Києві, завод представив демонстраційний зразок бронемашини «Овід» — озброєний 12,7-мм кулеметом НСВТ, відкрито встановленим на даху десантного відділення і оснащений комплектом навісної броні.
У грудні 2015 року було оголошено, що Житомирським бронетанковим заводом розроблений покращений варіант бронемашини «Овід», який відрізняється збільшеною висотою стелі кабіни, наявністю в бортах десантного відсіку амбразур для ведення вогню зі стрілецької зброї, можливістю трансформувати сидіння десанту в лежачі місця для розміщення поранених, можливістю установки навігаційного комплексу СН-3003 «Базальт» та іншими поліпшеннями.

## Опис
Бронемашина має безкапотне компонування з переднім розташуванням двигуна і відділення управління, в середній і кормовій частині машини розміщено десантне відділення. Екіпаж машини складається з двох чоловік, передбачена можливість перевезення кількох піхотинців.
Корпус бронемашини зварний, виготовлений із сталевих броньових листів, розташованих під кутом. Бронювання забезпечує захист від вогню зі стрілецької зброї і може бути підсилене за рахунок установки на борт десантного відділення комплекту навісний броні (у вигляді плоских перфорованих сталевих пластин, нерухомо закріплених болтами на невеликій відстані зовні корпусу). Маса комплекту навісної броні становить близько 200 кг, і за повідомленням заводу-виробника, після установки комплекту рівень захисту бронемашини підвищується до третього рівня за стандартом STANAG 4569, що забезпечує захист від влучень бронебійних куль калібру 7,62х51 мм НАТО і 7,62х54 мм з дистанції 30 метрів і далі.
У нижній частині бортів і в кормі десантного відділення розташовані люки для посадки і висадки десанту.
Також проведена заміна двигуна і коробки перемикання передач (встановлені нові двигуни «Hyundai D4DB» і КПП «Hyundai M035S5» південнокорейського виробництва, постачальником яких є корпорація «Богдан»).
Сукупна ємність паливних баків становить 220 літрів.

## Оцінка
За даними підприємства-виробника, бронемашину відрізняє широка функціональність (універсальний бронемодуль дозволяє переобладнати звичайну армійську вантажівку в броньовану машину для перевезення десанту, транспортну машину для перевезення вантажів, медичну машину для транспортування поранених, штабну машину або пересувну ремонтну майстерню), а також невисока вартість і технологічність виробництва (за попередніми розрахунками, «ЖБТЗ» здатний проводити не менше 1000 або навіть більше 1100 бронемодулів в рік), які дозволяють розгорнути масове виробництво бронемашин в короткі терміни (при цьому, монтаж модуля на шасі вантажівки зі знятою кабіною і кузовом займає менше однієї години).
Проте, компонування і ряд конструктивних рішень оцінюють як невдалі: так, кабіна є занадто тісною для комфортного розміщення екіпажу, а її люки занадто малі, щоб солдат в польовий екіпіровці зумів швидко покинути броньовик.

## Військові оператори
- Україна — єдиний існуючий екземпляр бере участь у російсько-українській війні[3].